# Kommissarie Morse
Kommissarie Morse (engelska: Inspector Morse), är en brittisk deckarserie producerad av ITV, som ursprungligen sändes i Storbritannien 1987–2000. John Thaw spelade titelrollen och Kevin Whately hans närmsta kollega, inspektör Lewis. TV-serien blev mycket populär – speciellt i USA – och producerades i totalt 33 avsnitt under en tolvårsperiod.

## Om serien
Tretton av de trettiotre avsnitten bygger på Colin Dexters böcker och noveller, men de flesta var specialskrivna för tv. De flesta avsnitten utspelade sig i universitetsstaden Oxford med omnejd (ett avsnitt i Australien och ett i Italien). Morses olika kommentarer i serien blev kända, och hans drickande i serien uppfattades som en naturlig del av rollfiguren Morse. Totalt mördades det över 80 personer i serien.
I tv-serien är kommissarie Morse intresserad av opera, klassisk musik och avancerade korsord. Hans förakt för språkliga fel, särskilt felaktig grammatik, är tydlig. Morse är känd för sin kärlek till klassisk musik och whisky och brittiskt ale, vilket han betraktar som mat. Lageröl på burk är dock inte ens drickbart för Morse. Han gillar att lösa korsord och chiffer. Han är mycket noggrann med stavning och klagar ofta på sina medarbetares grammatik och ibland gör han sig nedsättande lustig över sin assistent Robert Lewis Newcastledialekt.
Morse var hård i arbetet och sarkastisk mot sin assistent Lewis. Han grep ofta fel person – Driven to distruction är ett utmärkt exempel på just detta. Först sent får han den snilleblixt som leder till att finna rätt person. Han är mycket artig mot det motsatta könet, men får nästan alltid nobben, bortsett från de sista tre avsnitten i serien. I tidigare avsnitt antyds det endast i ”Dead on time” att han faktiskt lyckats förföra en kvinna. Desto vanligare är att kvinnor utnyttjar Morses artighet och att han underskattar dem, tydligast framgår detta i The day of the devil och Decieved by flight.

## Rollista
- John Thaw – Kommissarie Morse
- Kevin Whately – Inspektör Robbie Lewis
- James Grout – Polisöverintendent Strange

### Återkommande roller
- Peter Woodthorpe – Max, patolog (säsong 1–2)
- Amanda Hillwood – Dr Grayling Russell, patolog (säsong 3)
- Clare Holman – Dr Laura Hobson, patolog (i specialavsnitt)

### Gästroller
Skådespelare som Michael Kitchen, Tom Wilkinson, Elizabeth Hurley, Nathaniel Parker, Ian McDiarmid, Christopher Eccleston, Sean Bean, Jim Broadbent, Jason Isaacs,  Brian Cox, Phyllis Logan och Rachel Weisz har medverkat i gästroller i serien. 
Författaren Colin Dexter medverkar som statist i över 30 avsnitt (till exempel sittande på en pub, eller passerande på cykel).

## Seriens slut
Att Morse skulle dö var ingen hemlighet: författaren Colin Dexter hade gjort det klart i olika uttalanden. Morse led av typ 2-diabetes och att han drack mycket öl och whisky i böckerna gjorde inte saken bättre.
I det sista avsnittet av Kommissarie Morse, Räkenskapens dag (som bygger på Dexters roman med samma namn), avled kommissarie Morse. Två år senare, 2002, avled skådespelaren John Thaw själv.

## Fristående fortsättning och förhistoria
I juli 2005 inleddes inspelningarna av en fristående fortsättning på tv-serien, Kommissarie Lewis, fast nu med Morses tidigare assistent Lewis i centrum. Rollen spelades fortfarande av Kevin Whately och pilotavsnittet sändes första gången i England den 15 januari 2006 och sänds i svensk TV 2009-2010.
I augusti 2011 meddelades det att ITV skulle filma en uppföljare, Unge kommissarie Morse (Endeavour). Shaun Evans porträtterar den unge Morse i hans tidiga karriär. Pilotavsnittet sändes den 2 januari 2012 på ITV 1.

## Kuriosa

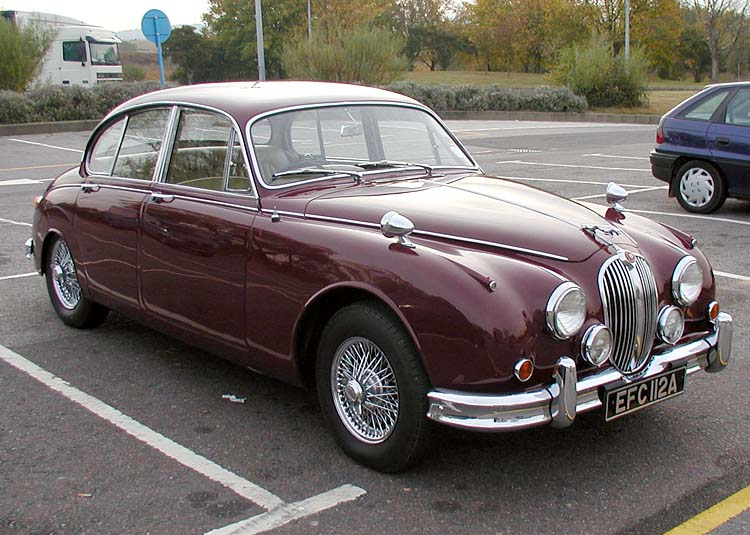
Bilen i tv-serien var en röd Jaguar Mark 2 2.4 litre (bilden visar en Mark II 3.4) - bilen i serien hade registreringsnummer 248 RPA.

- Kommissarie Morse körde en Jaguar Mark 2 i tv-serien som köpts in från en bilskrot. Efter serien såldes bilen för £53 200 (cirka 700 000 svenska kronor) 2002, varefter den renoverades för ungefär det dubbla beloppet. Den erbjöds återigen till försäljning 2013.[1]

- I första avsnittet, ”Döden i Jericho”, är Morse avstängd från arbetet på grund av sitt drickande.

- Signaturmelodin till serien (som är skriven av Barrington Pheloung) är baserad på morsesignalerna för ”Morse”. Ibland innehåller även avsnittens musik mördarens namn. Då och då lade Pheloung även in villospår ifall någon skulle ha knäckt koden.

- När den absolut sista scenen skulle spelas in fungerade inte kameran.

- Morses förnamn var en hemlighet genom nästan hela serien: han undvek alla frågor om förnamnet och vägrade konsekvent att använda det. I "Driven to Distraction" syns dock ett kort ögonblick på en datorskärm att hans förnamn börjar på ”E”.

I den näst sista boken Med döden som granne (Death is Now My Neighbour), och i det tredje sista TV-avsnittet baserat på samma bok, nämns hans namn: det visar sig att hans fulla namn är Endeavour Morse. Namnet Endeavour (”möda”, ”ansträngning”) är taget från Kapten James Cooks fartyg HM Bark Endeavour som denne seglade till Tahiti och Nya Zeeland med.
- Endast en bok i serien blev ej filmatiserad, The Secret of Annexe 3 (”Mysteriet i annex 3”). Avsnittet The secrect of Bay 5B bygger dock på ungefär samma historia.

- Avsnittet The Wolvercote Tongue visades 1988 och gavs 1991 ut som bok med namnet The Jewel That Was Ours, men då med ett annorlunda slut än TV-avsnittet.

- Avsnittet Service for all the dead har en tragikomisk titel. Mässan som inleder avsnittet är nämligen inte en mässa för de redan döda – det är istället mässans deltagare som skall dö.